# Vila de Cucujães
Vila de Cucujães is een plaats (freguesia) in de Portugese gemeente Oliveira de Azeméis en telt 11.094 inwoners (2001).